# آرون سوارتس

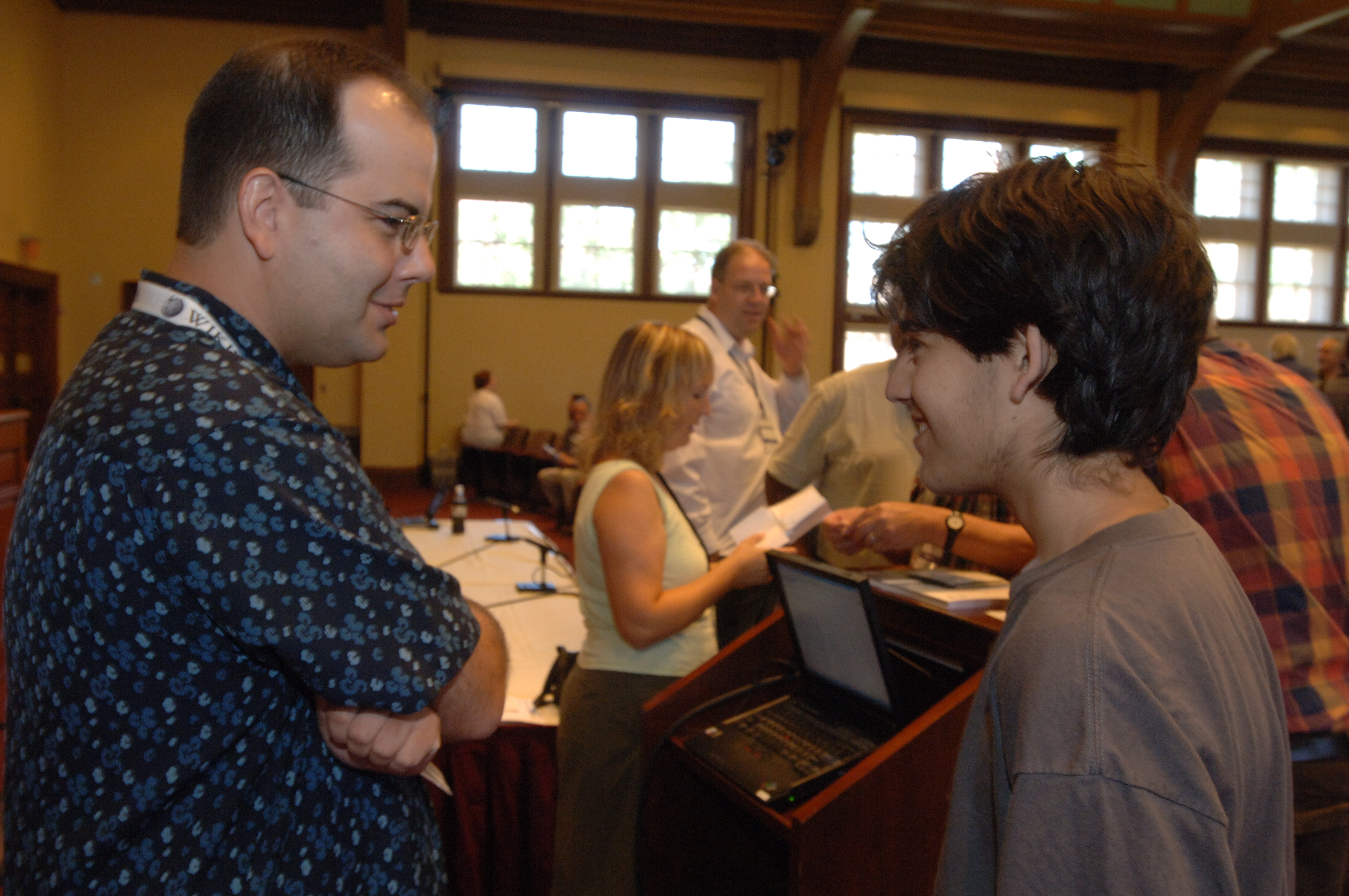
آرون سوارتس در ویکی‌مانیا سال ۲۰۰۶ (فرد سمت راست)

آرون سوارتز (به انگلیسی: Aaron Swartz) (۸ نوامبر ۱۹۸۶ – ۱۱ ژانویه ۲۰۱۳) معروف به پسر اینترنت، یک برنامه‌نویس کامپیوتر، نویسنده، کارآفرین، مجموعه‌دار، سازمان‌دهنده سیاسی و هکتیویست آمریکایی بود. سوارتز در نگارش قالب آراس‌اس (در ۱۳ سالگی) و در ایجاد فریم ورکی برای وب سایت‌ها با نام web.py همکاری نمود. همچنین وی در طراحی معماری کتابخانه باز کمک کرد. وی شرکت اینفوگامی را که در روزهای آغازین خود با ردیت ادغام شد نیز تأسیس نمود و با سهمی مساوی، سهام‌دار شرکت شد.
سوارتز همچنین به جامعه‌شناسی، اطلاع‌رسانی مدنی و کنشگری علاقه‌مند بود. در سال ۲۰۱۰ وی عضو مرکز اعتقادی دانشگاه هاروارد بود. او یکی از بنیان‌گذاران گروه آنلاین Demand Progress بود (شناخته شده برای راه‌اندازی کمپین مقاومت در برابر قانون توقف سرقت آنلاین) و پس از آن با گروه‌های کنشگر Rootstrikers و Avaaz فعالیت نمود.
جسد آرون سوارتز در ۱۱ ژانویه ۲۰۱۳ در آپارتمانش واقع در بروکلین، نیویورک بی جان پیدا شد. سخنگو مرکز سنجش پزشکی نیویورک گزارش کرد که وی خود را حلق‌آویز کرده بود.

## زندگی و کار
سوارتز در شهر شیکاگو، ایلینوی به دنیا آمد. مادر وی سوزان و پدر او رابرت سوارتز نام دارند و در هایلند پارک در ایلینوی زندگی می‌کردند. پدر او یک شرکت نرم‌افزار بنیان‌گذاری کرده است و سوارتز از جوانی به برنامه‌نویسی و مطالعه کامپیوتر علاقه داشت. در سن ۱۳ سالگی، سوارتز برنده جایزه ArsDigita شد. این جایزه حاصل مسابقه‌ای بود که در آن جوانان وب سایت‌هایی غیر تجاری، آموزشی و کاربردی می‌ساختند. مسافرت به دانشگاه ماساچوست (MIT) و نشست با بزرگان اینترنت قسمتی از این جایزه بود. در سن ۱۴ سالگی سوارتز با جمعی از متخصصان استاندارد شبکه همکاری کرد تا نسخه اولیه مشخصه آراس‌اس را تألیف نمایند.
در سال ۲۰۱۴ مستند پسر اینترنت (The Internet's Own Boy: The Story of Aaron Swartz) قسمتی از زندگی او را به تصویر کشید.

## اینفوگامی و ردیت
او بعدها به دانشگاه استنفورد رفت ولی پس از یک سال دانشگاه را ترک کرد و به جای آن شرکت نرم‌افزاری با نام اینفوگامی تأسیس نمود. شرکت اینفوگامی، شرکتی نوپا (استارت آپ) بود که سرمایه‌گذاری آن توسط شرکت Y Combinator در اولین برنامه تابستانی پشتیبانی مالی صورت گرفت.
با پشتیبانی Y Combinator، سوارتز شروع به کار کردن روی بستر نرم‌افزاری ویکی اینفوگامی کرد (بعدها در web.py و Open Library استفاده شد) سپس او احساس کرد که به کمک نیاز دارد تا به موفقیت برسد و Y-Combinator به او پیشنهاد ادغام اینفوگامی و ردیت را داد که در نوامبر ۲۰۰۵ اتفاق افتاد. شرکت ردیت در اواخر سال ۲۰۰۶ به شرکت وایرد فروخته شد و وی در ژانویه ۲۰۰۷ شرکت وایرد را ترک کرد.

## قانون توقف سرقت آنلاین

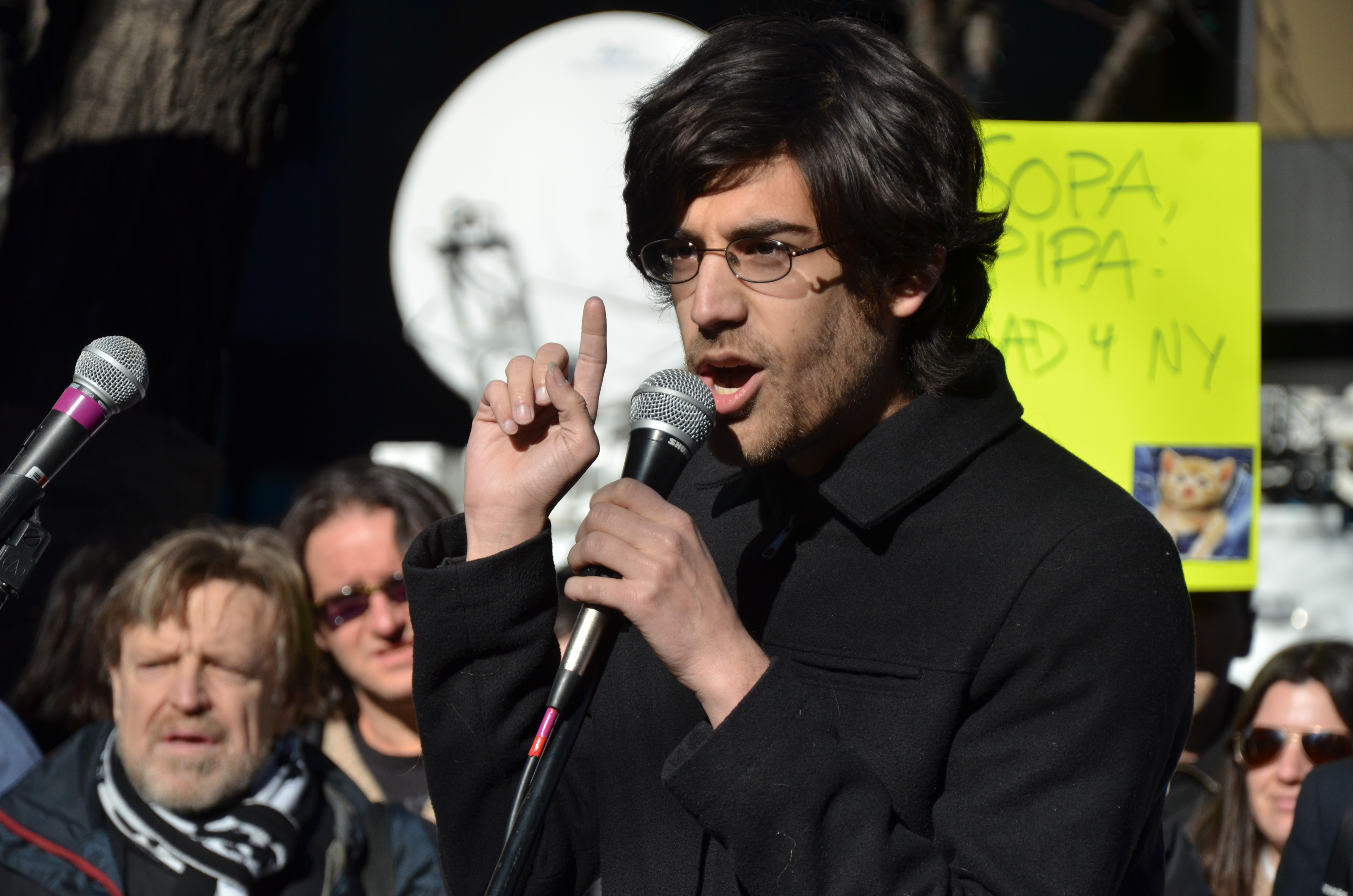
سوارتس در ۲۰۱۲ در اعتراض به قانون توقف سرقت آنلاین

سوارتز به‌طور تأثیرگذاری در کمپین جلوگیری از قانون توقف سرقت آنلاین (SOPA) فعالیت نمود. وی یکی از سخنرانان اصلی رویداد آزادیِ اتصال۲۰۱۲ که در شهر واشینگتن بود. سخنرانی سوارتس «چگونه ما SOPA را متوقف کردیم» نام" داشت. وی همچنین این سخنرانی را در رویدادی که توسط شرکت ThoughtWorks سازماندهی شده بود ارائه داد.

## ویکی‌پدیا
سوارتز نویسنده و ویرایشگر داوطلب در ویکی‌پدیا بود، در سال ۲۰۰۳، او در رای‌گیری هیئت مدیره بنیاد ویکی‌مدیا شرکت کرد اما پیروز نشد.
او در سال ۲۰۰۶ در خصوص چگونگی نگارش مقالات ویکی‌پدیای انگلیسی تحلیلی نوشت و نتیجه گرفت که حجم اصلی محتوای واقعی از ده‌ها هزار مشارکت‌کنندهٔ گاه‌گاهی یا «غیرخودی‌ها» نشأت می‌گیرد که هرکدامشان شاید مشارکت زیادی در سایت نکنند؛ و یک گروه ۵۰۰ تا ۱۰۰۰ نفره از ویرایشگران ثابت به اصلاح غلط‌های املایی و شکلی گرایش دارند. بنا بر نظر او این غلط‌گیرانند که به مشارکت کنندگان کمک می‌کنند، نه این که مشارکت کنندگان به غلط‌گیران کمک کنند.
تحلیل او با تحلیل جیمی ویلز یکی از بنیان‌گذاران ویکی‌پدیا که معتقد بود گروه مرکزی ویرایشگران ثابت بیشتر محتوا را فراهم می‌کنند و چند هزار ویرایشگر دیگر به مسایل شکلی کمک می‌کنند متفاوت بود.

## محاکمه
همزمان با گسترش فعالیت گروه‌ها و سازمان‌هایی نظیر ویکی‌لیکس در نوامبر ۲۰۱۰ سیستم قضایی آمریکا با همکاری اداره تحقیقات فدرال فشار بسیاری بر فعالان اینترنتی وارد کرد و همزمان لوایح بسیاری در کنگره آمریکا برای جلوگیری از سرقت اینترنتی تصویب می‌شد، در همین ایام سوارتز مرتباً با شبکه‌های خبری وابسته به روسیه نظیر راشاتودی مصاحبه می‌کرد و مستقیماً به خطر افتادن امنیت ملی ایالات متحده را از طریق آزادی اینترنت که توسط برخی اعضای کنگره مطرح می‌شد زیر سؤال می‌برد. در شب ۶ ژانویه ۲۰۱۱ پلیس ام‌آی‌تی و سرویس مخفی ایالات متحده آمریکا آرون سوارتز را در محوطه دانشگاه هاروارد دستگیر و تفهیم اتهام نمود. بنا به گفته مقامات ایالتی و فدرال آمریکا، سوارتز اقدام به سرقت اطلاعات ژورنال دانشگاهی ام‌ای‌تی نمود. سندی که دادستانی علیه وی در اختیار داشت در واقع فیلمی بود که آرون از طریق یک حافظه جانبی و لپ‌تاپ به اتاق سرور کوچکی در دانشگاه ام‌آی‌تی که به گزارش رسانه‌ها حتی قفل هم نبود وارد می‌شود، در واقع این فیلم بعد از حداقل دومین ورود وی به اتاق ضبط شد، چرا که دوربینی که فعالیت وی را ثبت کرد بعد از پیدا کردن لپ تاپ او در اتاق توسط پلیس دانشگاه جاگذاری شد و اجازه دادند حتی او خارج شود. این فیلم به دادستانی و دادگاه اجازه داد حکم سنگین چند میلیون دلاری به همراه چند دهه زندان را برای او مهیا سازند.

## مرگ
جسد آرون سوارتز در ۱۱ ژانویه ۲۰۱۳ در آپارتمانش واقع در بروکلین، نیویورک بی جان پیدا شد. سخنگو مرکز سنجش پزشکی نیویورک گزارش کرد که وی خود را حلق‌آویز کرده بود. آرون یک ماه قبل از دادگاهش و در صورت اثبات جرایمش در ارتباط با نفوذ به شبکه رایانه‌ای دانشگاه "ام آی تی" و دسترسی غیرمجاز به جی‌استور و دانلود غیرمجاز ۴٫۸ میلیون مقاله و سند علمی که گفته می‌شود قصد داشته این مقالات را برای استفاده رایگان افراد در دیگر وب‌سایت‌ها قرار دهد او را با حداکثر ۱ میلیون دلار جریمه نقدی و بیش از ۳۵ سال زندان روبرو می‌کرد که نتیجه افزایش تعداد جرایم وی توسط دادگاه قضایی آمریکا از ۴ فقره به ۱۳ فقره بود، خانواده و دوستان‌اش این اتفاقات را زمینه‌ساز خودکشی آرون می‌دانند.